# دارة الورد (أفلح اليمن)

تعديل مصدري - تعديل

دارة الورد هي إحدى قرى عزلة الجوان والقطابية بمديرية أفلح اليمن التابعة لمحافظة حجة، بلغ تعداد سكانها 360 نسمة حسب تعداد اليمن لعام 2004.